# Норма (Сорокин)
«Но́рма» — дебютный роман Владимира Сорокина, написанный в 1979 году. Был написан автором во времена СССР и распространялся в самиздате. В 2002 году книга была переиздана издательством Ad Marginem и вошла в собрание сочинений писателя.

## Сюжет
Начало романа разворачивается в эпоху андроповских чисток. В прологе сотрудник КГБ при обыске в квартире диссидента Бориса Гусева — подразумевается сам Сорокин — изымает наряду с «Архипелагом ГУЛАГ» ещё одну запрещённую рукопись, озаглавленную как «Норма». В здании на Лубянке рукопись передают вверх по инстанциям и в конечном счете отдают молчаливому школьнику лет тринадцати. Рукопись состоит из восьми связанных между собой частей.

### 1 часть: Бытовые сцены
Часть состоит из 31 бытовой сценки и повествует о жизни простых советских людей: рабочих, чиновников, инженеров, воспитателей детских садов и учителей, художников, профессоров, люмпенизированных низов общества. Все они в течение дня поедают «норму» — порцию спрессованных фабричным способом фекалий; поедание нормы воспринимается как неизбежный и обязательный долг, от которого никто не уклоняется, хотя этот процесс явно неприятен для большинства персонажей. Норму пытаются готовить, смешивать с пищей, опрыскивать одеколоном. В романе присутствует сцена лесбийской любви, одна из лесбиянок показывает партнёрше аппарат, нейтрализующий неприятный запах и вкус нормы. Дети недоумевают, почему взрослые «едят какашки», на что родители им отвечают, что понимание важности этого ритуала приходит с возрастом. Лишь некий гражданин Куперман тайком выбрасывает норму в реку, о чём добропорядочные прохожие испуганно сообщают в правоохранительные органы, как о преступлении; да уголовник Заяц, находящийся вне закона, брезгливо выкидывает норму убитого им таксиста.

### 2 часть: Нормальная жизнь
Рассказывается о жизни простого советского человека от рождения до смерти, описание даётся столбиком с двумя словами в каждой строчке, одно из которых «нормальный» («нормальные роды / нормальный мальчик / нормальный крик / нормальное дыхание…»). Большая часть 1562 строк связана осмысленной цепью ассоциаций — описываются детство, школа, ПТУ, женщины, отдых на море, служба в армии, работа водителем, свадьба, продвижение по карьерной лестнице, рождение детей. После девятисотой строки в перечень начинают вкрадываться матерные слова, посторонние имена и географические названия, пока столбик слов не превращается в словарную бессмыслицу («нормальный куколь / нормальное дифференцирование / нормальный Торжок / нормальное законодательство»). В конце он все же возвращается к жизни героя, уже старика, упоминая внуков, пенсию, болезнь и смерть.

### 3 часть: Рассказ о потомке Тютчева и «Падёж»
Начинается с написанного в духе бунинской «Жизни Арсеньева» рассказа о некоем Антоне, помещичьем сыне, возвращающемся в свою родную деревню, пришедшую в запустение. Антон находит на приусадебном участке, принадлежащем некогда его отцу, клад с письмом Федора Тютчева и понимает, что он — потомок Тютчева. Во время употребления водки Антона захватывают воспоминания о девушке-крестьянке, бывшей его первой любовью и давным-давно умершей. Он решает покончить с собой и бросается в пруд, но потом вспоминает о Родине, наполняется жаждой жизни и выплывает. После выхода на берег Антон совокупляется с русской землёй. Здесь повествование сменяется диалогом: неназванные автор и слушатель лениво обсуждают рассказ. Слушателю рассказ не нравится, и автор тут же исправляет его. На этот раз в сундуке вместо письма Тютчева обнаруживается рукопись под названием «Падëж». В ней совершенно в другом стиле описываются некий советский колхоз, куда с инспекцией являются секретарь райкома и чекист; их внимание привлекает любовно склеенный председателем макет хозяйства. Гости небрежно поджигают здание правления, потом мастерскую, потом амбар, каждый раз при уничтожении того или иного здания ломая и модель на макете. Председатель виновато признается в падеже скота. Обнаруживается, что в качестве скота на ферме использовались люди — «пораженцы» и «вредители». Инспекторы находят тайно написанное одним из умерших «животных» стихотворение и яростно избивают председателя, допустившего такой промах, а потом сжигают и ферму. Наконец, секретарь райкома произносит перед колхозниками бессвязную речь, а затем обливает председателя бензином и поджигает. Снова вступают автор и слушатель: слушателю рассказ не нравится, и он предлагает его «закопать». Автор тут же дописывает концовку, в которой Антон укладывает рукопись в сундук и отправляется его закапывать.

### 4 часть: Стихи о временах года
Состоит из двенадцати стихотворений, посвященных месяцам года, написанным разными размерами и в разных, сильно отличающихся друг от друга стилях — подражаниях различным авторам: Пастернаку, Есенину, Багрицкому, Исаковскому, Евтушенко, Щипачеву и другим. Августовское стихотворение почти полностью совпадает со стихотворением «скота» из третьей части.

### 5 часть: письма Мартину Алексеевичу
Оформлена в эпистолярном жанре — как набор писем, начинающихся словами «здравствуйте, дорогой Мартин Алексеевич». Автор писем — безымянный старик, ветеран Великой Отечественной войны, живущий на полузаброшенной даче и пишущий письма в город родственнику, владельцу дачи — профессору-химику Мартину Алексеевичу. Поначалу автор писем настроен крайне благожелательно к адресату, рассказывает о садовых работах и планах на ремонт старого дома. Позже в повествование вплетается конфликт с племянницей Мартина Алексеевича Верой и её мужем Николаем, а потом и раздражение на самого Мартина Алексеевича, перетекающее в классовую ненависть деревенского жителя к интеллигенту; автор писем заявляет, что его эксплуатируют, и гневно пишет, что «таких ученых нужно раскулачивать». Письма становятся все более грубыми и бессвязными — они по-прежнему начинаются с описания садовых работ, но быстро перетекают в изложение обид и матерную брань. Ещё позже разрушается сам язык писем, превращаясь в наборы бессмысленных слогов «я водо мага ега тадо лата вода», затем ещё более хаотические строки из случайных букв и, наконец, целые страницы, заполненные одной повторяющейся буквой «а». Если в первый двух частях представлена деконструкция советских штампов, то здесь деконструируется язык как таковой.

### 6 часть: Норма
Подобно второй части, представляет собой упражнения со словом «норма», но состоит всего из 28 строк, набранных заглавными буквами в духе то пропагандистских лозунгов, то рекламных объявлений («Я СВОЮ НОРМУ ВЫПОЛНИЛ! МЫ СВОЮ НОРМУ ВЫПОЛНИЛИ!»). При этом слово «норма» обыгрывается различными способами — как трудовая норма, как ария Нормы из одноименной оперы, как название грузинского чая и как количество алкоголя, употребляемое каждым из персонажей.

### 7 часть: «Стенограмма речи главного обвинителя (продолжение)»
Обвинитель, то срываясь на матерную брань, то блистая эрудицией, излагает историю жизни обвиняемого на некоем судебном процессе — искусствоведа, почитателя Марселя Дюшана. Обвиняемый на пике научной карьеры в 1949 году был арестован и провел много лет в исправительно-трудовом лагере. Выйдя на свободу, он погрузился в созерцание произведений искусства — книг, живописи и музыки — и в конечном счете сошел с ума. Далее обвинитель предлагает ознакомиться с «так называемым творчеством подсудимого». Продолжение седьмой части состоит из 40 коротких рассказов, построенных на переосмыслении текстов популярных стихов и песен советского времени. В каждом рассказе поэтические метафоры овеществляются: например, «золотые руки» из стихотворения Зинаиды Александровой идут на переплавку, а «рыжий пройдоха апрель» из стихотворения Ярослава Смелякова оказывается евреем-спекулянтом Апрелем Семёном Израилевичем.

### 8 часть: «Летучка»
Эта часть романа посвящена «летучке» — производственному совещанию в редакции некоего журнала. Подобно письмам Мартину Алексеевичу в пятой части, речь серьёзно обсуждающих материалы журнала сотрудников очень быстро превращается в хаотическую глоссолалию, в которой временами мелькают осмысленные слова и названия («Онранп кшоншоно Семёнов, Злотников, оанр уогного репортаж. Онаркнп впауеа кгоншорго мотпрт Сибирь арокрн строительство»).

### Эпилог
Мальчик, читавший роман, показывает наблюдающему за ним высокопоставленному работнику КГБ четыре пальца и молча уходит. Работник КГБ звонит некоему ещё более высокопоставленному начальству и докладывает об оценке «четыре»; начальник остается недовольным и грозит ему наказанием.

## Стиль и проблематика
В романе прослеживается стиль, характерный для сорокинской прозы: ироничный, с натуралистичным описанием извращений и непотребств. Писатель прошёлся по разным литературным стилям, в точности им подражая, например, соцреализму в начале и ближе к концу романа, критическому реализму русской классики — в середине. Автор обличает конформизм и серость советского общества, приверженность его «нормальным ценностям». Деконструкции подлежит не только русский быт, но и вся русская литература в целом.
Литературные находки «Нормы» пригодились Сорокину в написании его последующих произведений, например, в «Голубом сале» также присутствуют сцены совокупления с землёй.
Метод Сорокина, по мнению ряда специалистов, основан на открытиях концептуализма и соц-арта в словесном и визуальном искусстве 1970—1980-х годов. Критик Вячеслав Курицын отмечал, что «в поисках зон, свободных от смыслов, Сорокин много внимания уделяет испражнениям, как самой несемантизированной универсалии — в книге „Норма“ говно это говно, а не символ чего бы то ни было».